# MTV Ukraine
MTV Ukraine (ukrainisch MTV Україна) war ein frei empfangbarer Musiksender. MTV wurde in der Ukraine im Jahr 2007 gestartet. Die  Sender war zum selben Zeitpunkt geplant wie MTV Arabic und wurde 2013 durch Zoom ersetzt. Nach dem Sendeschluss von MTV Ukraine wurde anders als in anderen Ländern nicht MTV Europe ausgestrahlt, sondern MTV Russland.

## Geschichte
MTV Networks gab im August 2005 den Eintritt in den ukrainischen TV-Markt bekannt. Am 13. Januar 2006 erteilte der Nationalrat für Fernsehen und Rundfunk MRIYA-TV LLC eine Lizenz zur Übertragung für einen Zeitraum von zehn Jahren unter der Marke MTV Ukraine. Der Sender sollte ab Frühjahr 2006 ausgestrahlt werden, aber später wurde der Starttermin des Senders mehrmals verschoben. Im September letzten Jahres widerrief MTV Networks die Lizenz von MRI-TV zur Nutzung der Marke MTV. Mitte Januar 2007 wurde die Wiederaufnahme des MTV Ukraine-Projekts bekannt. Der Investor des Senders war der Investmentfonds Horizon Capital. MTV Ukraine begann am 24. August 2007 um sechs Uhr seine Ausstrahlung und zeigte als Erstes Musikvideo die Gruppe Vopli Vidopliasova mit Dances.
Eine der ersten Moderatoren war Irena Karpa. Sie moderierte die MTV News. Es gab vier ukrainische Shows auf MTV: Rock Ukraine, MTV Day, MTV Ukraine Top 20 und Done. Neben einheimischen Sendungen wurden auch internationale Sendungen gezeigt, z.b amerikanischen Cartoons wie Beavis and Butt-Head und South Park sowie den Sendungen Hut, Done, Punched und Viva La Bam. Das Verhältnis von in- und ausländischen Videos waren 30/70. Der Sprecher des Senders, Yevhen Repetko, sagte, dass das ukrainische MTV einzigartige Geräte verwendet, deren Anschaffung etwa fünf Millionen US-Dollar kostete. Ihm zufolge gibt es auf keinem MTV der Welt solche Geräte.
Während der Feier zum ersten Geburtstag von MTV Ukraine, die am 3. Oktober im Nachtclub "Tsar" stattfand, wurden vier MTV-Preise vergeben: Promotion des Jahres: Sony-Ericsson; Werbetreibender des Jahres: Coca-Cola; Distributor des Jahres: Will-Cable; Medienagentur des Jahres: MediaVest.
Im Oktober 2009 wurde MTV Ukraine von der Inter Media Group übernommen. Ende 2012 teilte der Vorstandsvorsitzende der Inter-Gruppe, Yaroslav Porohnyak mit, dass die Gruppe den Vertrag über die Nutzung der Marke und der Inhalte von MTV verlängert habe. Am 1. Juni 2013 wurde MTV Ukraine eingestellt und durch Zoom ersetzt. Das Konzept des Senders ändert sich nicht, es richtet sich weiterhin noch an ein junges und aktives Publikum. Zielgruppen des Zoom-Fernsehsenders waren Menschen im Alter von 14 bis 32 Jahren und Einwohner von Städten mit über 50.000 Einwohnern. MTV Ukraine wurde mit der Begründung eingestellt das die Marke MTV nicht mehr funktioniert; im Laufe der Jahre ändern sich die Vorlieben der Zuschauer, Musik- und Fernsehtrends. Auch wurde angegeben das MTV in Russland zum selben Zeitpunkt eingestellt wurde. Am 1. Juni 2013 wurde MTV Ukraine nach der Comedy-Fernsehserie KiS (Short and Funny) eingestellt.
2018 kam bei MTV Networks die Idee auf in der Ukraine wieder einen Sender aufzumachen, allerdings Spike und kein MTV.

## Empfang
MTV konnte über Satellit und Kabel empfangen werden. Über Sat wurde in der Geschichte von MTV neunmal die Frequenz geändert. Der Sender wurde im Kabelfernsehen in Kiev, Dnipropetrovsk, Donetsk, Lutsk, Lviv und Sevastopol gespeichert.

## Sendungen
- MTV's Breakfast Club (Local)
- MTV News (Local)
- 100 % MTV
- The Gadget Show
- Pimp My Ride
- Hee and Ha (local)
- MTV Cribs
- My Super Sweet 16
- Open Space (local)
- Scandal Top (Local)
- Don't Worry (Local)
- FlashPrank
- Chuck (TV series)
- The Big Bang Theory
- Misfits (TV series)
- What I Like About You (TV series)
- Punk'd
- MTV Ukraine Top 20 (local)
- Ridiculousness (TV series)
- Date My Mom
- Dismissed (TV series)
- The X Effect
- Room Raiders
- Disaster Date
- MTV's Friend Zone
- America's Best Dance Crew
- MTV's Greatest Hits (Local)
- MTV's 10 Biggest Tracks (Local)
- Beavis & Butt-head
- A Shot at Love with Tila Tequila
- Who is who (Local)
- ProKino (Local)
- Star Chart
- 16 and Pregnant
- Jersey Shore (TV series)
- Made (TV series)
- MTV World Stage
- True Life
- MTV's Only Hits (Local)
- The Hills
- Teen Mom 2
- My Life as Liz
- Scream Queens
- Den' MTV (Local)
- Keeping Up with the Kardashians
- Kourtney and Khloé Take Miami
- Paris Hilton's Dubai BFF
- Tool Academy
- South Park
- Blue Mountain State
- The Hard Times of RJ Berger
- I Used to Be Fat
- Kendra (TV series)
- Plain Jane (TV series)
- Skins (2011 TV series)
- Holly's World
- Audrina
- Streets of Hollywood
- Celebs Exposed (Russia)
- The Fifth Point (Local)
- The Price of Beauty
- The Buried Life
- When I Was 17
- Teen Mom
- Next (TV series)
- Boiling Points
- Hogan Knows Best
- The Dudesons
- Fist of Zen
- Pranked
- Senseless (game show)
- Official Top 20
- The Short List
- Holly's World
- My Own
- A Double Shot at Love
- MTV Top 10x10
- MTV Crispy News
- Rock Ukraine
- Superock
- Alternative Nation
- Party Zone
- Chill Out Zone
- So '90's!
- MTV Classic
- Euro Top 20
- Dancefloor Chart
- Top 10 At 10
- VJ Afternoon
- MTV Live
- MTV Unplugged
- TRL
- Barrio 19
- MTV's Busted
- Life of Ryan
- Sexiest
- From G's to Gents
- Brooke Knows Best
- Nitro Circus
- I Bet You Will
- Viva La Bam
- Fur TV
- Man and Wife
- The Real World
- Under One Roof
- The Osbournes
- 50 Cent: The Money and the Power
- MTV News (Local)
- 100 % MTV
- The Gadget Show
- Pimp My Ride
- Hee and Ha (local)
- MTV Cribs
- My Super Sweet 16
- Open Space (local)
- Scandal Top (Local)
- Don't Worry (Local)
- FlashPrank
- Chuck (TV series)
- The Big Bang Theory
- Misfits (TV series)
- What I Like About You (TV series)
- Punk'd
- MTV Ukraine Top 20 (local)
- Ridiculousness (TV series)
- Date My Mom
- Dismissed (TV series)
- The X Effect
- Room Raiders
- Disaster Date
- MTV's Friend Zone
- America's Best Dance Crew
- MTV's Greatest Hits (Local)
- MTV's 10 Biggest Tracks (Local)
- Beavis & Butt-head
- A Shot at Love with Tila Tequila
- Who is who (Local)
- ProKino (Local)
- Star Chart
- 16 and Pregnant
- Jersey Shore (TV series)
- Made (TV series)
- MTV World Stage
- True Life
- MTV's Only Hits (Local)
- The Hills
- Teen Mom 2
- My Life as Liz
- Scream Queens
- Den' MTV (Local)
- Keeping Up with the Kardashians
- Kourtney and Khloé Take Miami
- Paris Hilton's Dubai BFF
- Tool Academy
- South Park
- Blue Mountain State
- The Hard Times of RJ Berger
- I Used to Be Fat
- Kendra (TV series)
- Plain Jane (TV series)
- Skins (2011 TV series)
- Holly's World
- Audrina
- Streets of Hollywood
- Celebs Exposed (Russia)
- The Fifth Point (Local)
- The Price of Beauty
- The Buried Life
- When I Was 17
- Teen Mom
- Next (TV series)
- Boiling Points
- Hogan Knows Best
- The Dudesons
- Fist of Zen
- Pranked
- Senseless (game show)
- Official Top 20
- The Short List
- Holly's World
- My Own
- A Double Shot at Love
- MTV Top 10x10
- MTV Crispy News
- Rock Ukraine
- Superock
- Alternative Nation
- Party Zone
- Chill Out Zone
- So '90's!
- MTV Classic
- Euro Top 20
- Dancefloor Chart
- Top 10 At 10
- VJ Afternoon
- MTV Live
- MTV Unplugged
- TRL
- Barrio 19
- MTV's Busted
- Life of Ryan
- Sexiest
- From G's to Gents
- Brooke Knows Best
- Nitro Circus
- I Bet You Will
- Viva La Bam
- Fur TV
- Man and Wife
- The Real World
- Under One Roof
- The Osbournes
- 50 Cent: The Money and the Power